# Rhodanthidium acuminatum
Rhodanthidium acuminatum är en biart som först beskrevs av Alexander Mocsáry 1884.
Rhodanthidium acuminatum ingår i släktet Rhodanthidium och familjen buksamlarbin. Inga underarter finns listade i Catalogue of Life.